# Hanson (Kentucky)
Hanson é uma cidade localizada no estado americano de Kentucky, no Condado de Hopkins.

## Demografia
Segundo o censo americano de 2000, a sua população era de 625 habitantes.
Em 2006, foi estimada uma população de 592, um decréscimo de 33 (-5.3%).

## Geografia
De acordo com o United States Census Bureau tem uma área de
6,1 km², dos quais 6,1 km² cobertos por terra e 0,0 km² cobertos por água. Hanson localiza-se a aproximadamente 122 m acima do nível do mar.

## Localidades na vizinhança
O diagrama seguinte representa as localidades num raio de 20 km ao redor de Hanson.